# سنترالیا (تگزاس)
سنترالیا (به انگلیسی: Centralia) یک منطقهٔ مسکونی در ایالات متحده آمریکا است که در شهرستان ترینیتی، تگزاس واقع شده‌ است. سنترالیا ۵۳ نفر جمعیت دارد.